# St. Peter an der Sperr

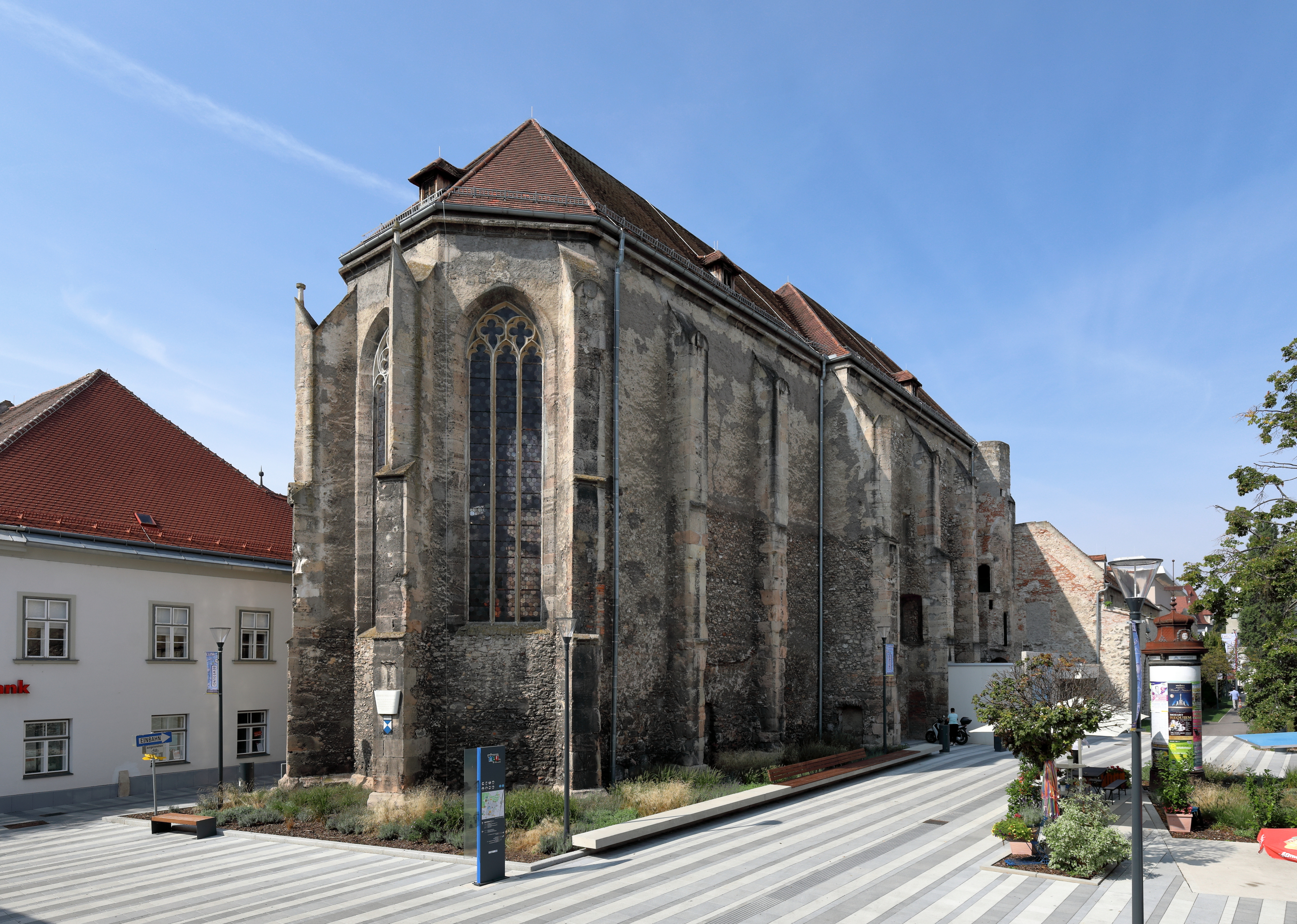
St. Peter an der Sperr

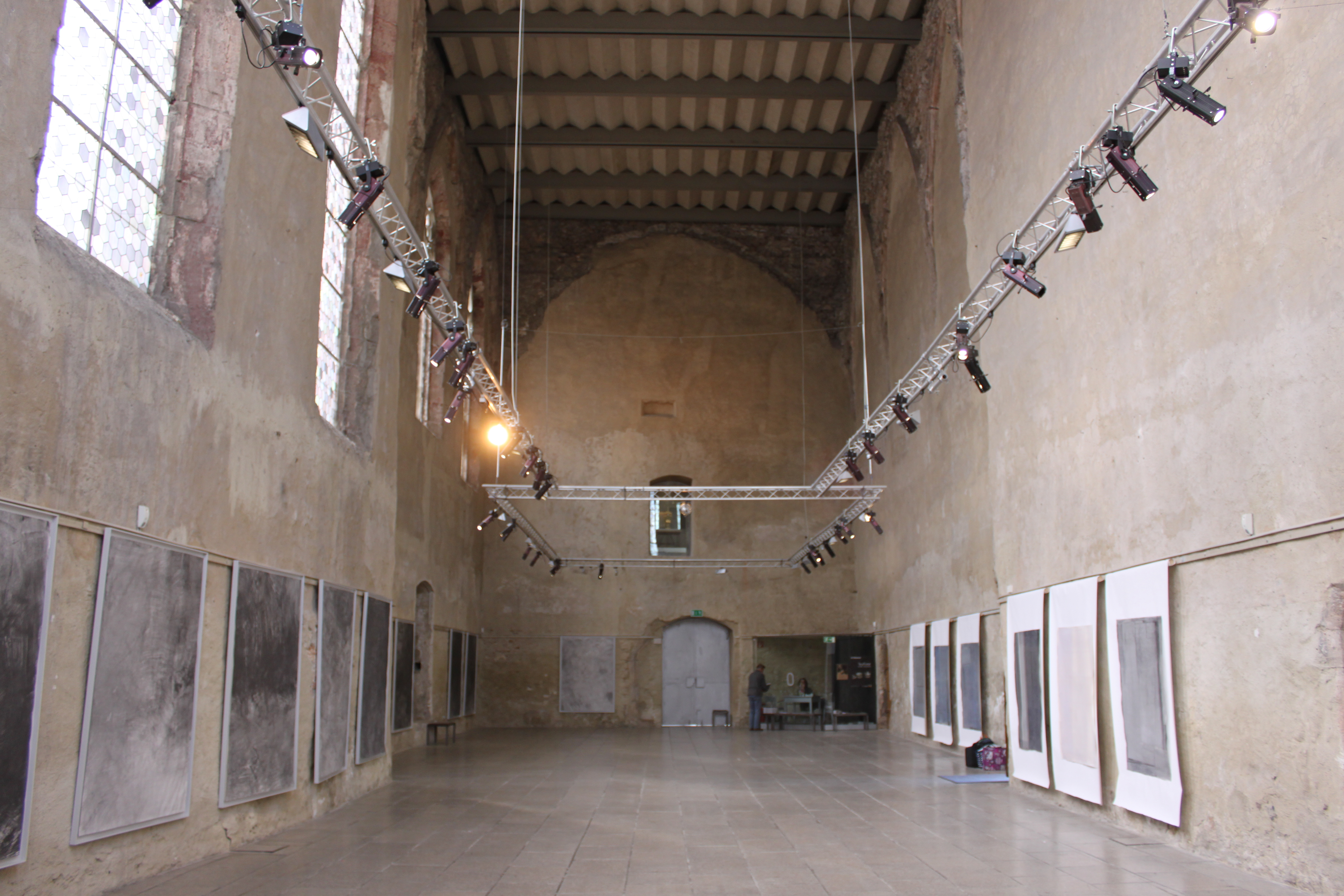
Chor zum Langhaus mit Westwand zum ehemaligen Kloster

St. Peter an der Sperr bezeichnet die ehemalige Klosterkirche der Dominikanerinnen an der nördlichen Stadtmauer der ehemaligen Festung der Stadt Wiener Neustadt in Niederösterreich. Das profanierte Kirchengebäude dient heute als Ausstellungsraum. Das ehemalige Dominikanerinnenkloster dient heute als Stadtmuseum Wiener Neustadt. Der Klostergarten ist als sogenannter Bürgermeistergarten frei zugänglich.

## Geschichte
Das Dominikanerinnenkloster wurde vor 1250 gegründet. Urkundlich brannte 1280 das Kloster ab und urkundlich wurde 1349 ein schlechter Bauzustand genannt. Im 3. Viertel des 14. Jahrhunderts erfolgte ein Neubau der Kirche und des Klosters. Im Jahre 1444 erfolgte eine Absiedlung der Dominikanerinnen und eine Übernahme der Kirche und des Klosters durch Dominikaner, welche aus dem Stift Neukloster abgesiedelt wurden. Unter den Dominikanern erfolgt von 1450 bis 1475 mit dem Baumeister und Steinmetz Peter Pusika eine Erneuerung der Kirche und des Klosters. In den 1530er Jahren erging dem Dominikanerkloster der volle Untergang. 1544 wurde das Kloster Klarissenschwestern übergeben, welche vor den Türken aus Tyrnau hierher geflüchtet waren. 1452 erlitt die Kirche bei der Belagerung der Festung Wiener Neustadt durch das Heer der österreichischen Stände beim Wiener Tor Schäden. Das Klarissinnenkloster wurde 1574 aufgehoben, und die Kirche mit Kloster dem Bistum Wiener Neustadt unterstellt und 1626 inkorporiert. 1630 wurde die baufällige Kirche im Auftrag von Kardinal Khlesl renoviert. Der damalige Wappenstein Khlesls mit Inschrift im Chor ist verloren. 1768 entstanden an der Kirche durch ein Erdbeben schwere Schäden, weshalb die Kirche geschlossen und profaniert wurde. Beim Stadtbrand 1834 ist die Kirche ausgebrannt und die Gewölbe sind dabei eingestürzt. 1944 wurde das Klostergebäude in der Nutzung als Gasthaus Peterskeller durch Bombentreffer teilweise zerstört. Der erhaltengebliebene Kreuzgangstrakt des Klosters wurde von 1964 bis 1992 Sitz vom Stadtarchiv Wiener Neustadt. Von 1992 bis 1994 erfolgte ein Umbau des Altbaus durch den Baumeister Werner Nedoschill und der neuzeitliche Zubau durch den Baumeister Josef Panis. Von 1965 bis 1966 wurde das Kirchengebäude durch den Architekten Wilhelm Zotti renoviert. Vom 8. Mai bis 30. Oktober fand dort die achte Niederösterreichische Landesausstellung Friedrich III. – Kaiserresidenz Wiener Neustadt statt. Seitdem wird die Kirche für Ausstellungen genutzt.

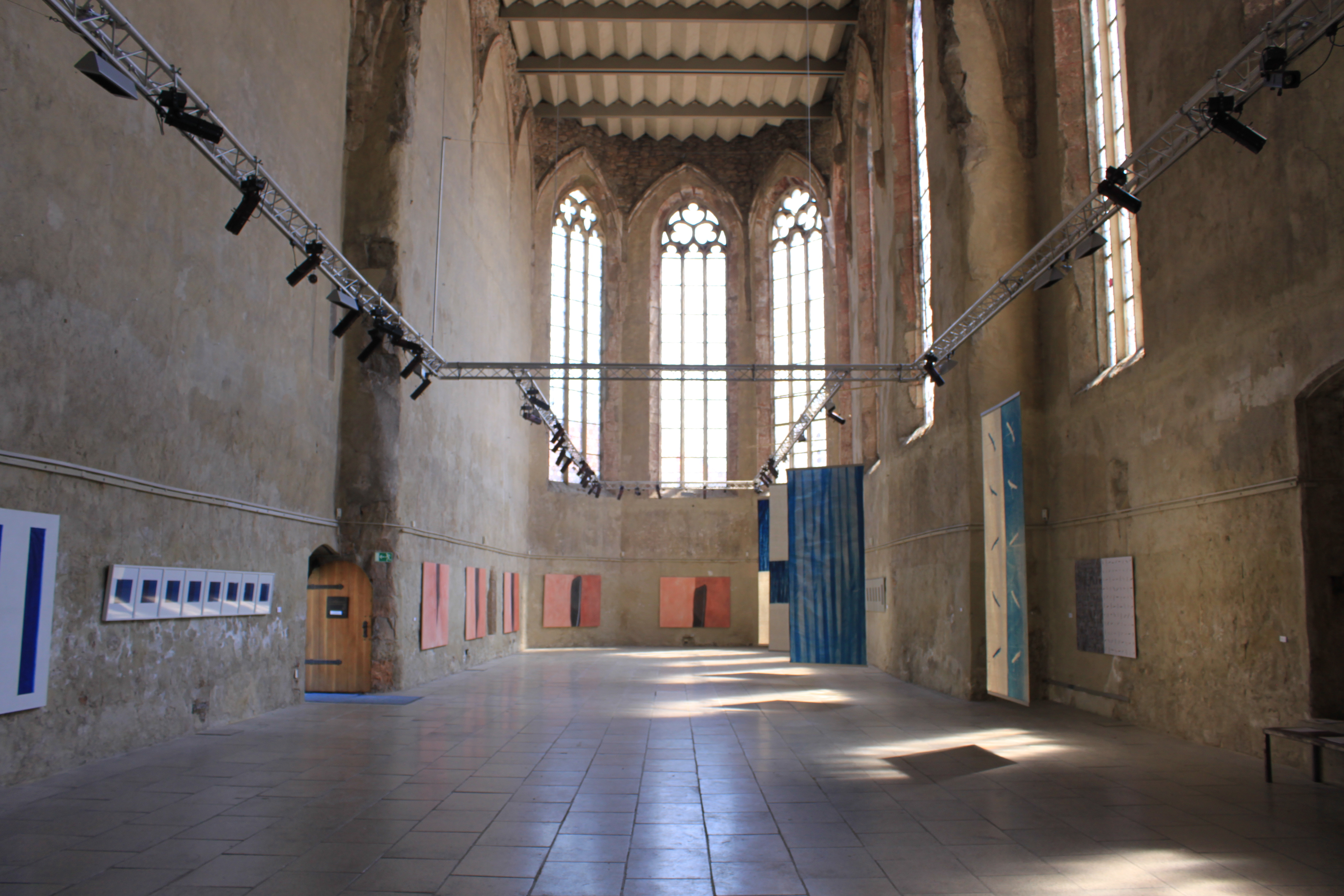
Langhaus zum Chor mit Achsknick

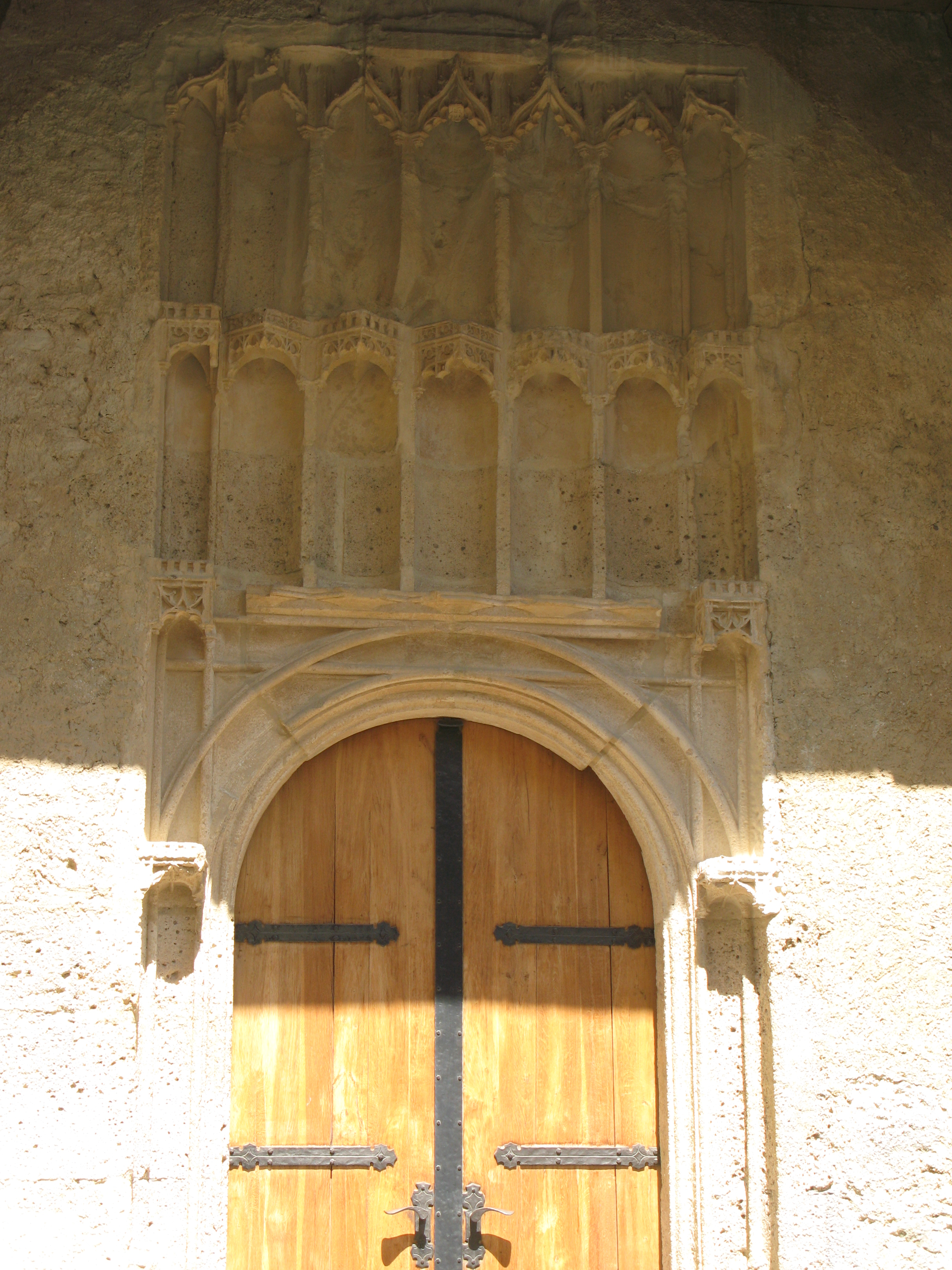
Portal in der Petersgasse mit zwei Mal sieben Statuettennischen

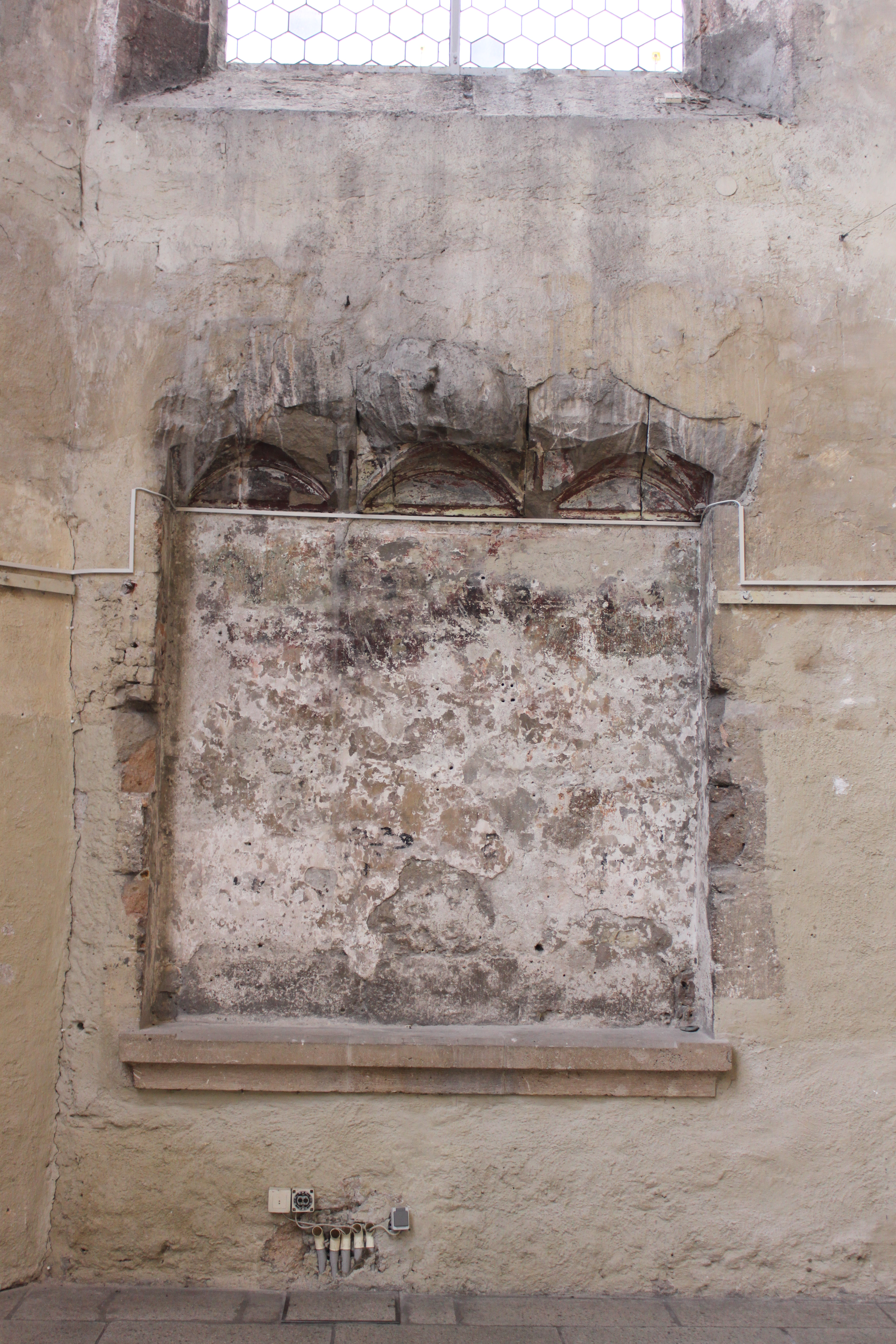
Sessionsnische im Chor

Bei Grabungen im Vorfeld geplanter Umbauarbeiten für die Niederösterreichische Landesausstellung 2019 mit dem Titel „Welt in Bewegung – Stadt.Geschichte.Mobilität“ stießen Archäologen im August 2016 auf zwei mittelalterliche Gräber. Der Bürgermeistergarten vor dem Museum, der Vorplatz und das Eingangsportal wurden neu gestaltet. Außerdem wurden neue Durch- und Übergänge zwischen dem ehemaligen Stadtmuseum und der Museumskirche St. Peter an der Sperr geschaffen und die Klostergänge revitalisiert. Historische Steine und Wandverzierungen wurden freigelegt und alte Fenster restauriert. Das Museum erhielt den Namen Museum St. Peter an der Sperr. Für den Umbau zeichnete sich die ARGE koup architekten Zt gmbH | ch.schmidt-ginzkey architekt eth.siaverantwortlich, die Revitalisierung der Gebäude kostete fünf Millionen Euro.

## Architektur
Kirchenäußeres
Das 3-jochige Langhaus mit einem eingezogenen gleich hohen 2-jochigen Chor mit Fünfachtelschluss steht frei am Johannes-von-Nepomuk-Platz, an der Wiener Straße, und der Petersgasse und ist westlich mit dem ehemaligen Kloster und heutigen Stadtmuseum baulich verbunden. Die Strebepfeiler sind zweifach abgetreppt spitzkantig in eine Spitze gipfelnd wohl aus dem 3. Viertel des 14. Jahrhunderts und nördlich rundbogig übergiebelt mit je einem Wappenschild eines ehemals mit 1456 bezeichnet. Die südlichen Strebepfeiler wurden um 1458 an der zweiten Abtreppung mit einem wappenschildbesetzten Rundbogengiebel versehen, eines ehemals mit 1458 bezeichnet. Am Chorschlussstrebepfeiler ist ein von ehemals vier reliefierten Wappen mit der Darstellung eines Fisches erhalten. Die Kirche hat südlich und beim Chorschluss dreibahnige Maßwerkfenster, wohl aus dem 3. Viertel des 14. Jahrhunderts, wobei nach 1945 das Maßwerk erneuert wurde. Südseitig ist im 2. Joch des Langhauses ein bemerkenswertes spätgotisches Südportal, ehemals mit 1465 bezeichnet. Das Südportal ist in Österreich solitär ein rundbogiges, rechteckig gerahmtes und verstäbtes Portal mit Durchdringung der sphärisch und rechteckig verlaufenden Stäben. Über dem Portal sind in einem beinahe quadratischen Feld in zwei Zonen in einer engen Abfolge sieben Statuettennischen. Weiters finden sich Bogenansätze einer ehemals vorhandenen unterwölbten Schutzdachkonstruktion für das Portal. Die parallel zur ehemaligen Stadtmauer verlaufende Nordfront der Kirche ist fensterlos und hat am Langhaus eine erhöht liegende flachbogige Türöffnung und teils vermauerte Durchgänge in den Strebepfeilern, welche wohl Reste des ehemaligen Wehrganges anzeigen.
Kircheninneres
Das hohe Langhaus und der eingezogene Chor wurde von 1965 bis 1966 mit einer flachen profilierten Betondecke abgedeckt. Auf allen Seiten sind noch Gewölbeschildbögen mit Schildrippen und geringe Gewölbereste des spätgotischen Kreuzrippengewölbes erhalten. In der westlichen Wand zum ehemaligen Kloster und heutigen Museum sind Gewändereste des ehemaligen rundbogigen gotischen Westportal erhalten, darüber auf der Höhe der ehemaligen Empore ein Rundbogenportal. Eine Öffnung zum östlichen Kreuzgangtrakt des ehemaligen Klosters wurde verglast und gibt eine wechselseitigen Einblick. Im 1. und 3. Joch des Langhauses sind nördlich schlichte Rundbogenportale zum ehemals nördlichen Anbau und Stadtmauernbereich. Im 2. Joch des Langhauses ist südlich das große Portal zur Petersgasse. Im Chor ist südlich eine 3-achsige Sessionsnische aus dem 3. Viertel des 14. Jahrhunderts mit abgeschlagenem Maßwerk und Resten der Polychormierung. Nördlich im Chor sind Reste eines vermauerten Schulterportals, vermutlich ein ehemaliges Portal zur Sakristei aus dem 3. Viertel des 15. Jahrhunderts.

## Kunstausstellungen

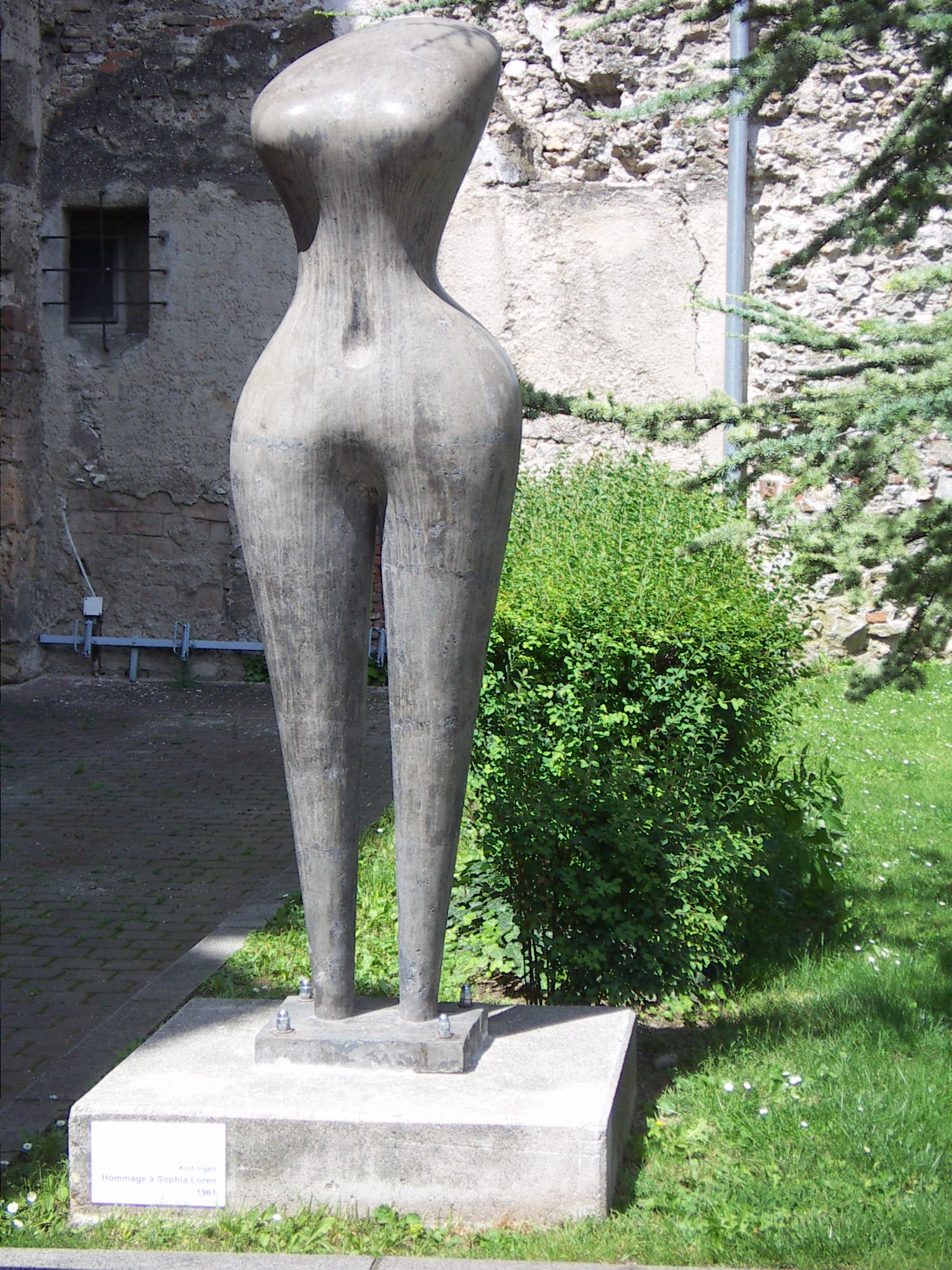
Plastik von Kurt Ingerl vor dem nördlichen Seiteneingang

Seit 1966 werden in der restaurierten Kirche Kunstausstellungen veranstaltet.
- 2006
  - Claudia Presoly: Die Befreiung
  - Markus Grabenwöger
  - Ona B.: Das Ziel als mein Spiegel
  - Irene Trawöger / Oliver Strametz: Ismus

- 2007
  - Walter Schmöger: Nichts wie es scheint
  - Wolfgang Hollegha
  - Fritz Ruprechter
  - Leander Kaiser: Garten der Lüste

- 2008
  - Martha Jungwirth, Auf Papier
  - Jakob Gasteiger, Volumen
  - Erdmuthe Scherzer-Klinger, Klangbilder-Bildklänge
  - Wiener Neustädter Künstlervereinigung, Jahresausstellung
  - Stephan Hilge, Markus Hofer, Roman Pfeffer, Roland Reiter, Nita Tandon, Rainer Wölzl, Erwin Wurm: (No)Relation[8]

- 2010
  - Michael Haas zum 100. Geburtstag
  - Rüdiger Rohde: 1. BANALE (Video-Installation)[9]
  - Rüdiger Rohde: Das Pressephoto des Jahres 2009 (Medien-Installation)[10]

- 2011
  - Rüdiger Rohde: Die Installation des Versagen (Medien-Installation)[11]

- 2012
  - Robert Reszner, Karl Salzmann, Eva Maria Schartmüller, Wolfgang Sohm[12]
  - Rüdiger Rohde: Die Installation des Glaubens (Medien-Installation)[13]

- 2013
  - Rüdiger Rohde: Die Installation des Vergessens (Medien-Installation)[14]

- 2014
  - red & more
  - Ursula Heindl: Kulturdenkstätten, Sanchi, Foto Michael Goldgruber
  - Sylvia Kummer: relictum
  - Jörg Dobrovich
  - Wiener Neustädter Künstlervereinigung
  - Gesichtererzähler 20Vierzehn, Foto-Momente von Franz Baldauf[15]

- 2015
  - Gerlinde Thuma: Lichteinfall.
  - Florian Jakowitsch: Fleisch & Transzendenz.
- 2019
  - Niederösterreichische Landesausstellung
- 2022
  - Familienausstellung: "SeifenblasenTräume" (Kindermuseum München)
  - Ernst Fuchs
  - Wiener Neustädter Künstlervereinigung
- 2023
  - Reini Buchacher: BUHAHA